# Sims (Indiana)
Sims é uma cidade do condado de Grant, Indiana, Estados Unidos. No censo de 2000, a cidade possuía 1858 habitantes (todos na zona rural).